# Гарфорд Тауншип (округ Сасквеганна, Пенсільванія)
Гарфорд Тауншип (англ. Harford Township) — селище (англ. township) в США, в окрузі Сасквегенна штату Пенсільванія. Населення — 1254 особи (2020).

## Демографія
Згідно з переписом 2010 року, у селищі мешкало 1430 осіб у 597 домогосподарствах у складі 412 родин. Було 767 помешкань
Расовий склад населення:
| - 98,8 % — білих - 0,1 % — корінних американців - 0,1 % — азіатів |

До двох чи більше рас належало 0,6 %. Частка іспаномовних становила 0,4 % від усіх жителів.
За віковим діапазоном населення розподілялося таким чином: 21,3 % — особи молодші 18 років, 59,3 % — особи у віці 18—64 років, 19,4 % — особи у віці 65 років та старші. Медіана віку мешканця становила 46,0 року. На 100 осіб жіночої статі у селищі припадало 102,8 чоловіків;  на 100 жінок у віці від 18 років та старших — 101,4 чоловіків також старших 18 років.
Середній дохід на одне домашнє господарство  становив 71 776 доларів США (медіана — 62 813), а середній дохід на одну сім'ю — 81 644 долари (медіана — 72 550). Медіана доходів становила 45 568 доларів для чоловіків та 40 234 долари для жінок. За межею бідності перебувало 7,5 % осіб, у тому числі 14,3 % дітей у віці до 18 років та 3,5 % осіб у віці 65 років та старших.
Цивільне працевлаштоване населення становило 621 особа. Основні галузі зайнятості: освіта, охорона здоров'я та соціальна допомога — 20,0 %, виробництво — 16,3 %, роздрібна торгівля — 14,5 %.